# Pyrota pacifica
Pyrota pacifica är en skalbaggsart som beskrevs av Nils Sten Edvard Selander 1982. Pyrota pacifica ingår i släktet Pyrota och familjen oljebaggar. Inga underarter finns listade i Catalogue of Life.